# Limal
 (juillet 2010).
Si vous disposez d'ouvrages ou d'articles de référence ou si vous connaissez des sites web de qualité traitant du thème abordé ici, merci de compléter l'article en donnant les références utiles à sa vérifiabilité et en les liant à la section « Notes et références ».
Limal (en wallon Nimal) est une section de la ville belge de Wavre située en Région wallonne dans la province du Brabant wallon.
C'était une commune à part entière avant la fusion des communes de 1977.
Une partie du parc d'attractions Walibi (WA pour Wavre, LI pour Limal et BI pour Bierges) se trouve sur le territoire de Limal.

## Toponymie

### Formes anciennes
- 947 : Littemala
- 1155 : Litmale

### Étymologie
Creux, enfoncement (germanique *mahlô, glose incertaine) près de la pente (ancien haut allemand lîta « versant de colline ») ou près de la berge (germanique *hlith).

## Démographie
- Sources:INS, Rem:1831 jusqu'en 1970=recensements, 1976= nombre d'habitants au 31 décembre

## Histoire

### Limal et Waterloo
Limal joua un rôle important lors de la bataille de Waterloo.
Les troupes françaises qui à Ligny, avaient obligé les Prussiens à battre en retraite, furent ainsi disposées : le gros de l’armée sous les ordres de Napoléon. Tandis que l’aile droite sous les ordres du maréchal Grouchy, reçut pour mission de poursuivre les troupes de Blücher, de compléter leur défaite et de s’interposer entre ces dernières et les troupes anglaises postées en avant de la forêt de Soignes.
Cependant il n’en fut pas ainsi et la retraite de Blücher s’effectua en bon ordre sur Wavre, ses corps d’armées passèrent sur l’autre rive de la Dyle et prirent la direction de Lasne et du champ de bataille de Mont-Saint-Jean. Le 18 juin 1815, les soldats de Grouchy se présentèrent devant Wavre avant que le mouvement des Prussiens ne soit achevé.
Plusieurs assauts lancés par les troupes de Gerard et de Vandamme ne purent avoir raison de la résistance opiniâtre des défenseurs des ponts et de la ville. Après quelques heures de combats acharnés mais vains, les Français se décidèrent à envoyer des troupes pour enlever le pont de Limal et contourner leurs ennemis par le flanc droit ; la manœuvre devait réussir. Grouchy tenait enfin la situation en main, mais la nuit était tombée et à cette heure-là un silence de mort planait sur le champ de bataille de Mont-Saint-Jean, jonché de cadavres, tandis que les soldats de la Grande Armée se repliaient sur les frontières.
À Limal, on ignorait toujours l’issue des combats et il n’était pas question de céder le terrain conquis. On attendait le petit jour pour se remettre à la poursuite des Prussiens. Ce fut la dernière victoire des troupes impériales sur le sol étranger.

### Limal et la Seconde Guerre mondiale

#### Bataille de mai 1940
En mai 1940, les Allemands devaient passer la Dyle par le pont de Limal, se trouvait en face d’eux la IIe Division Nord-Africaine, une lutte s'engagea. Nombreux furent les soldats français qui payèrent de leur vie cette résistance acharnée qui dura trois jours. Ils furent enterrés dans un enclos tout contre le cimetière communal de Limal. Après la libération, le pont qui avait été détruit fut reconstruit et une plaque encastrée dans le parapet rappelle au passant le sacrifice des troupes françaises. C’est le pont du 13e Tirailleurs Algériens.

#### Bombardement de 1944
En 1944, les alliés décidèrent de bombarder la gare d'Ottignies afin d'empêcher la retraite allemande. À cette fin, des fusées éclairantes furent lancées afin de guider les avions anglais de cette mission. Mais des vents d'une intensité incroyable se levèrent, détournant ces fusées de leur destination initiales vers Limal où les avions larguèrent leurs bombes. Débuté le samedi 20 avril 1944 vers 23 heures, ce bombardement dura 25 minutes, détruisit presque entièrement le village et fit 31 morts ainsi que plusieurs blessés.

## Bourgmestres de Limal
- Lambert Dechamps de 1801 à 1812, maire de Limal.
- Jacques Artoisenet de 1813 à 1843.
- Jean-Baptiste De Broux de 1843 à 1863.
- François Joseph Le Grève de 1863 à 1872.
- Ernest De Broux de 1872 à 1874.
- Jean François Kumps de 1875 à 1884.
- François Joseph Le Grève de 1885 à 1895.
- Baron Paul de Fierlant de 1896 à 1911.
- Jean Baptiste Morimont de 1912 à 1921.
- Baron Raoul d'Huart de 1921 à 1931.
- Emile François Rans de 1931 à 1932.
- Louis Philippe Hulet de 1933 à 1940.
- Emile François Rans faisant fonction de mai 1940 à septembre 1944.
- Jean Pletinckx  faisant fonction d'octobre 1944 à fin 1946.
- Alphonse Vilain de 1947 à 1952.
- Charles Quévrin, médecin, de 1953 à 1968.
- Henri De Broux de 1968 à 1970.
- Robert Hulet, député, nommé en 1971, futur bourgmestre de Wavre après la fusion des trois communes Wavre, Limal et Bierges[3].

## Patrimoine et culture

### Les édifices remarquables

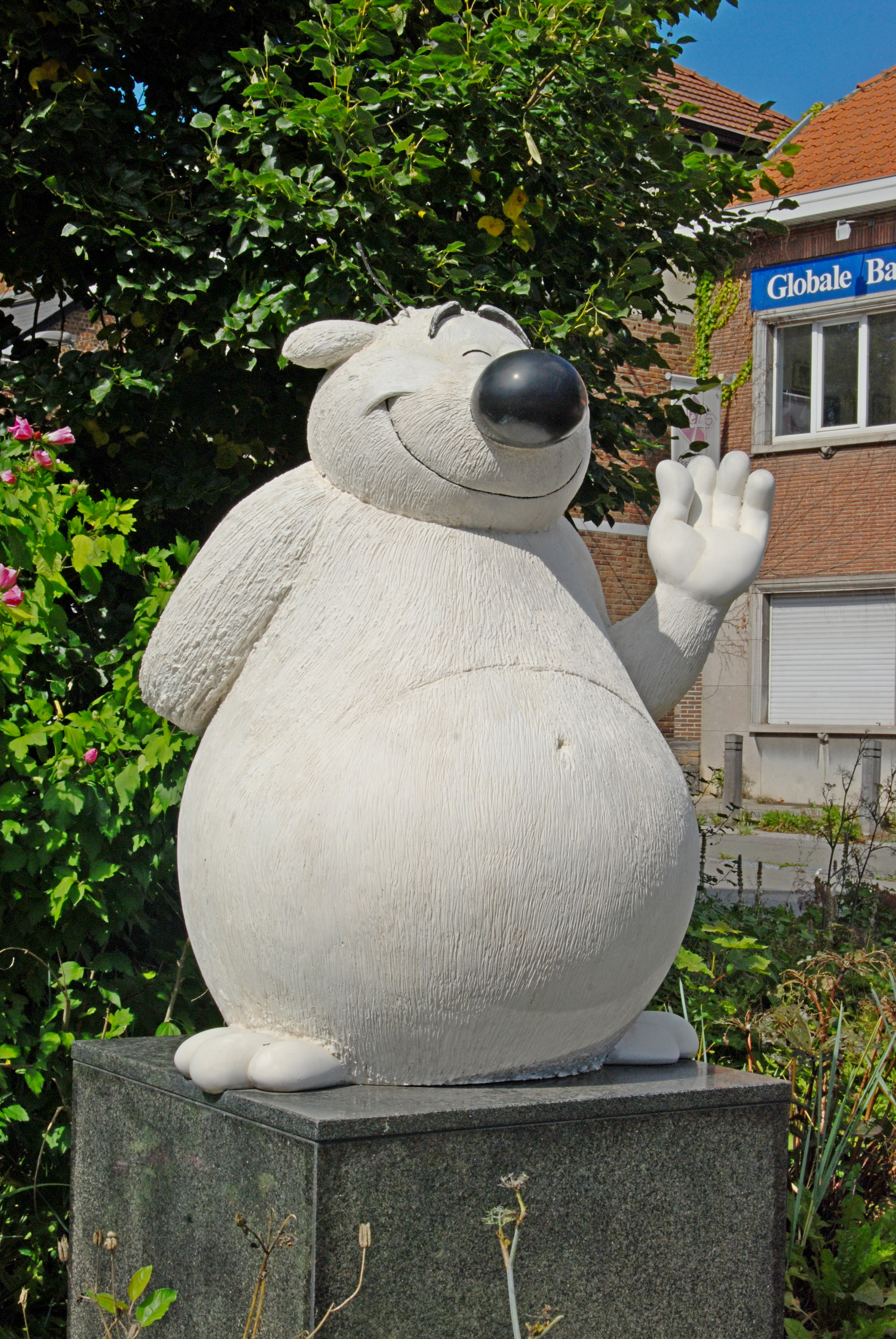
Statue de Cubitus en face de l'église Saint-Martin.

#### Église Saint-Martin de Limal
L'église Saint-Martin avec sa tour carrée est de style Renaissance. Elle a pour patron saint Martin. À l'initiative du seigneur local Don Thomas Lopez de Ulloa, elle fut reconstruite au XVIIe siècle en briques et en grès ferrugineux, provenant de carrières locales. Située légèrement en contrebas de la Place, sur la rive gauche de la Dyle, elle est ornée d’un grand nombre de tableaux, dont un de Navez.
L'église possède également une crypte où sont inhumés les anciens seigneurs de Limal. L’intérieur de l’édifice est disposé sous forme de basilique à trois nefs. Les nefs latérales sont terminées chacune par une chapelle. Celle de gauche, ou chapelle de la Vierge, que l’on nomme souvent Chapelle des Seigneurs, est élevée au-dessus de la crypte. Au mur droit, côté Evangile du chœur a été dressée une double pierre épitaphière.
Encadré de marbre blanc, ce monument est surmonté des armes d’un ancien châtelain de Limal et de son épouse. Il s’agit du baron Joseph van der Linden d'Hooghvorst et de Marie Thérèse comtesse d’Argenteau, tous deux décédés en 1846. Ce couple avait reçu du pape Grégoire XVI le 25 février 1840 les reliques de Saint Florius (un saint des catacombes romaines). Ce martyr fut proclamé saint protecteur de Limal par Monseigneur Joseph Benoît de Mercy-Argenteau, l'archevêque de Tyr. Ils les offrirent à la paroisse. Leur sépulture repose dans un mausolée de la crypte.
L'ancienne statue de Saint-Florius a été placée à l'extérieur de la nouvelle cure le 15 novembre 2015.
La restauration de l’église endommagée par le bombardement de 1944 a été effectuée en 1949.
L'admirable statue polychrome de Saint-Martin a été volée en 2004. Elle a été remplacée par une autre constituée de deux personnages non-attachés.

#### Le moulin de Limal
Entre 1862 et 1870, un moulin à eau est construit dans les prés Hubert, sur un méandre de la Dyle, par M. et Mme Henri de Vroede. Le ménage exploite le moulin pendant quelques années. Il reste inoccupé pendant près de vingt ans. En 1890, il est repris par Gustave Mathy jusqu’en 1918, année du décès du meunier.
L’exploitation est constituée par sa veuve et son fils Robert. Mme Mathy décède en 1931 et son fils en 1955. Début 1954, le moulin est cédé à Théophile Van Autgaerden qui l’exploite jusqu'en 1964, année au cours de laquelle le moulin est désaffecté.

#### La papeterie de Limal
L’origine de la papeterie pourrait remonter aux alentours de 1796. Installée sur le site du moulin de Limal, cette papeterie fonctionna grâce à une roue hydraulique et à l’apport d’une machine de six chevaux-vapeur. La manufacture de Limal fut la première usine en Belgique à fabriquer du parchemin végétal vers 1878. Les deux machines seront transférées aux papeteries de La Hulpe en 1881. Ce parchemin "pour osmose" fut un temps très apprécié par les fabricants de sucre belges et européens et puis abandonné pour cause de procédés nouveaux.
La papeterie a employé des centaines de personnes. Ce fut la seule industrie de Limal. Elle était située à l’angle de la rue Achille Bauduin et de la rue des Prés. Lors de sa fermeture en 1952, la papeterie comptait 135 ouvriers.
Durant la première guerre mondiale, la papeterie avait le baron Paul de Fierlant, bourgmestre de la commune, comme président.
Au cours de la seconde guerre mondiale, la fabrication de papier est interrompue : les Allemands y installent un atelier de réparation de carlingues d'avion, qui a été en activité de 1942 à 1944.

#### La gare de Limal
En 1855, la ligne de chemin de fer Louvain-Wavre-Ottignies-Manage est ouverte. La gare de Limal pourrait dater de cette époque.

#### Le château de Limal
La Maison de Limal, vieille famille chevaleresque, occupait une place importante dans les fastes du Duché de Brabant aux XIIe, XIIIe et XIVe siècles; Le village de Limal a été une ample et puissante seigneurie qui donna son nom à cette ancienne Maison. Baillis de Nivelles et du Brabant wallon, ils siègent aux États de Cortenberg.
Au XVIIe siècle, Don Thomas Lopez de Ulloa, un Portugais, payeur général des armées du Roi d’Espagne aux Pays-Bas agrémente le parc du château de viviers, de fontaines, de charmilles et de grottes. Il englobe la tour de Grimohaye dans la nouvelle construction de 1624. Ce castel resta de longues années dans la famille avant de passer dans les mains des marquis de la Puenté, leurs descendants.
En 1807, le château est acquis pas un riche négociant bruxellois. De 1817 à 1846, le baron Joseph van der Linden d'Hooghvorst est le châtelain de Limal. C’est lui qui fait bâtir une nouvelle tour de Grimohaye et le pont tremblant. Une ravissante fontaine admirablement logée entre les murs du parc s'appelait l'Octogone ; elle était entourée de lions cracheurs.
Par acte du 25 novembre 1868 passé devant le notaire Bourgeois de Bruxelles, les héritiers d'Hooghvorst cédèrent le château et le parc de Limal à Monsieur J. E. Zaman. La famille des barons de Fierlant devient propriétaire du château par suite du mariage de Paul, baron de Fierlant, futur bourgmestre du village et de Cécile, fille du sénateur Joseph Emmanuel Jérôme Zaman. Leurs descendants, Hubert (+) et son épouse la vicomtesse Simone Vilain XIIII y vivent encore aujourd'hui.
L’ancien château de Limal a été détruit par les bombardements en 1944. Seules les caves voutées subsistent. En 1953, une grande villa a été construite sur le site, reprenant les anciennes caves.
Il y a l'ancien portail du château de style Empire daté vers 1815-1820 cantonné de deux piliers en pierre blanche 
en face sur la place du village.

### Monuments

#### Monument aux morts de la guerre
Après la Première Guerre mondiale, la plupart des villes et des communes de Belgique ont fait ériger un monument à la mémoire des héros de cette guerre. La commune de Limal fait appel au sculpteur anversois A-J. Strymans pour réaliser ce monument. Le monument s’est d’abord situé devant les grilles du château de Fierlant pour enfin se retrouver devant l’Église.

#### Tombeau romain dans le parc du château[7]
On ignore comment ce tombeau est arrivé dans le parc du château de Limal. Il a été cédé par un membre de la famille de Fierlant peu avant la Seconde Guerre mondiale[réf. nécessaire].

## Personnalités
- Damya Laoui (1985- ) : docteur en immunologie et chercheuse belge spécialiste dans la lutte immunologique contre le cancer.